# Bajtra

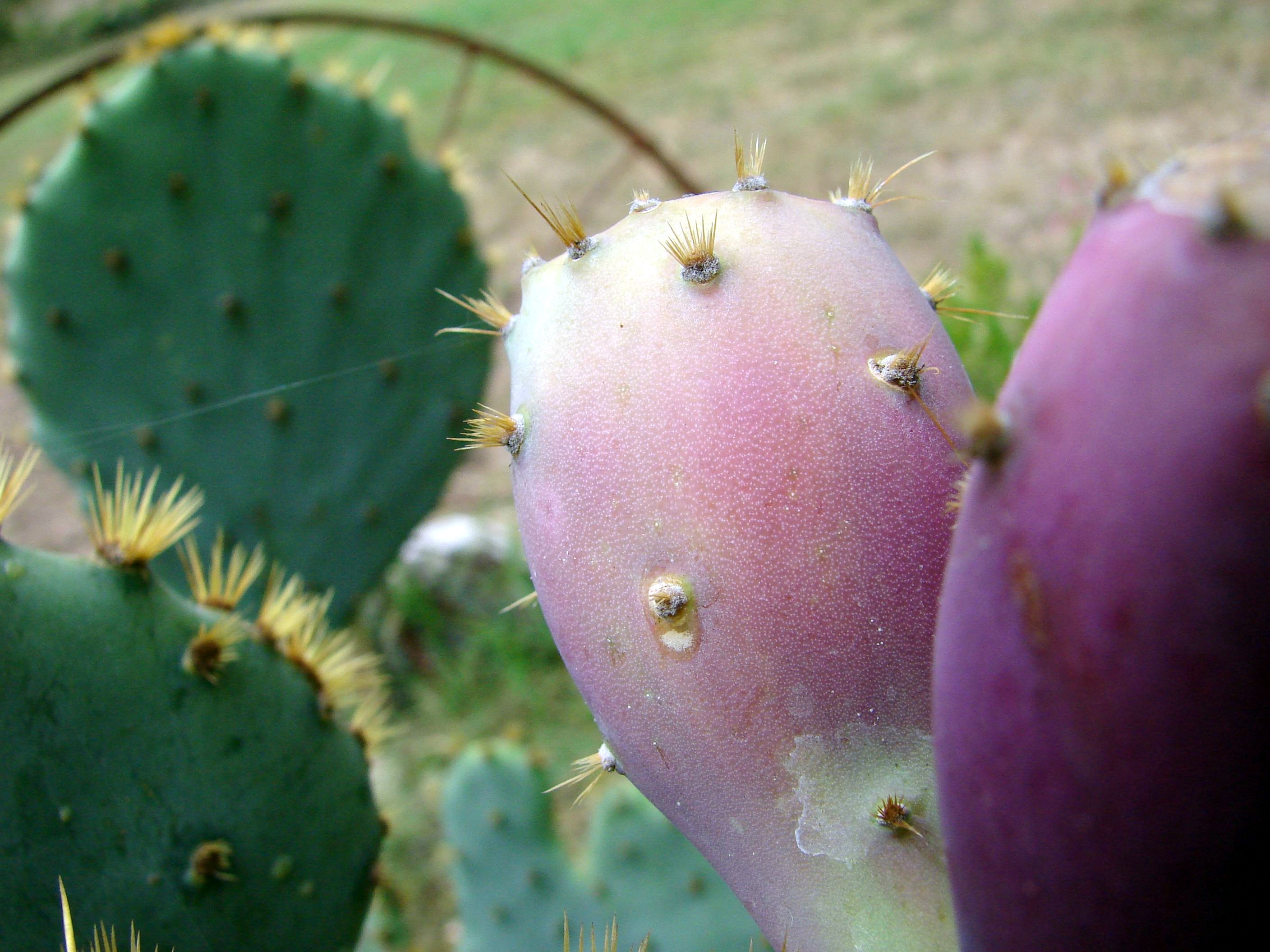
Kaktusfeigen

Bajtra ist ein Likör, der in Malta aus Kaktusfeigen hergestellt wird.

## Wortherkunft
Ursprünglich ist Bajtra die maltesische Bezeichnung der Opuntia ficus-indica, einer mittelamerikanischen Kaktusart, und deren Früchte. In Deutschland, Österreich und der deutschsprachigen Schweiz werden diese Früchte als Kaktusfeigen bezeichnet. Aus dieser sprachlichen Wurzel bezeichnet Bajtra auch den aus diesen Früchten hergestellten Likör.
Der Feigenkaktus Opuntia ficus-indica (maltesisch bajtar tax-xewk) wurde im späten 15. Jahrhundert nach Malta eingeführt. Dort wächst er als Neophyt zumeist wild zwischen den Trockenmauern und an Feldwegen.